# Ait Atta

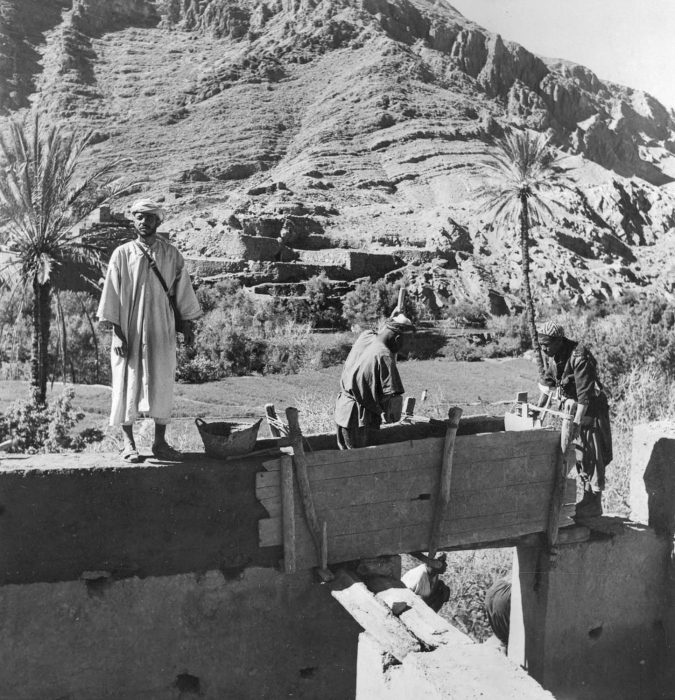
Miembros de Aït Atta

Aït Atta (en Tashelhit: ⴰⵢⵜ ⵄⵟⵟⴰ) es una confederación tribal amazigh Chleuh, actualmente repartida sobre cinco provincias del Marruecos central: Azilal, Uarzazat, Zagora, Tinerhir y Errachidía.

## Origen y localización
Desde hace milenios, los Aït Atta viven en el centro, sur y sudeste del Alto Atlas y del Anti-Atlas marroquí, su lengua materna es el Tashelhit, un conjunto de varias lenguas bereberes septentrionales habladas por los imazighen (los habitantes bereberes de África del Norte). Los Aït Atta están relacionados por los antropólogos con las confederaciones tribales bereberes que hablan Tashelhit.

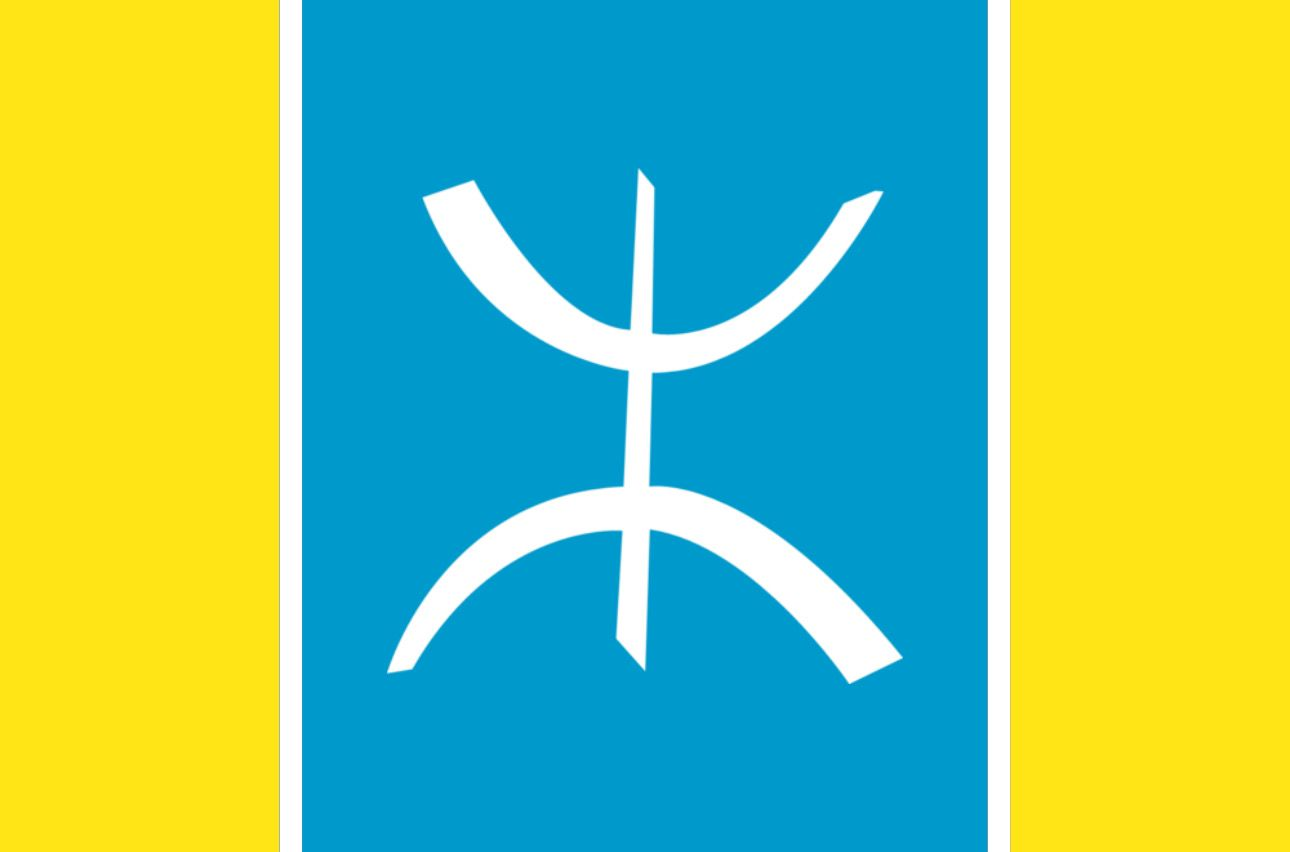
Bandera Amazigh del pueblo Aït Atta

Los Aït-Atta viven sobre un inmenso territorio que se extiende desde el Alto Atlas y el Anti-Atlas, hasta los confines argelinos. Están organizados en una confederación tribal cuyo centro es el monte Jbel Saghro. Eligen cada año a un Amaghar que es el responsable de administrar la comunidad, distribuir los recursos (sobre todo el agua de irrigación y los pastos para el ganado), detener los conflictos y hacer justicia, junto con otros destacados locales (Immgharen n tqqebilt: Immgharen (es el plural de Amghar) y teqqebilt (significa tribu). 
En su obra «Los Aït 'Atta del Sáhara y la pacificación del Alto Drâa», G. Spillman menciona la existencia de cinco tribus (Khems Khmas): Aït Ouallal, Aït Ouahlim, Aït Isfoul, Aït Iazza y Aït Ounbgi. Según este autor, estas tribus se subdividen en sub-tribus llamadas fracciones, y a su vez en pequeñas fracciones nombradas « ighess » en tamazight, lo que significa «hueso o núcleo», pero el sentido exacto es "raíz". Los Ighess son entonces el elemento base que constituye la estructura o las "raíces" o "ramificaciones" de la tribu, y por consiguiente, de la confederación. Esta estructura sociopolítica funciona de manera casi democrática.
La identidad histórica de los Aït Atta está ligada a un personaje llamado Dadda — o el abuelo Atta — considerado como el ancestro común y el padre espiritual, debido a sus relaciones con el santo, Moulay Abdellah Ben Hssain, fundador de la zaouïa Amagharyine.

## Historia
La lengua de las Aït-Atta forma parte de los dialectos amazighs (bereberes). Ha sido estudiada de un modo serio por Ali Amaniss en el diccionario Tamazight-Francés (Dialectos del Marruecos Central).